# Национальный медицинский исследовательский центр онкологии имени Н. Н. Блохина

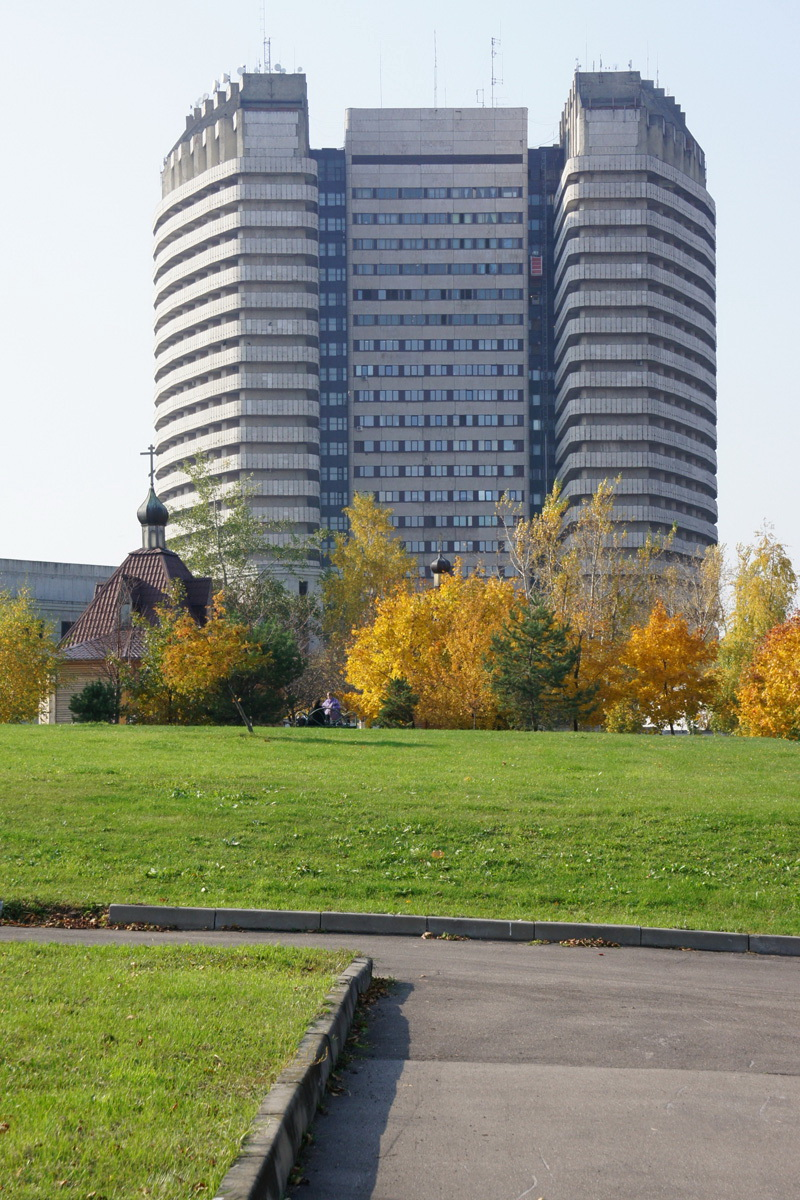
«Башня» НИИ клинической онкологии Онкоцентра имени Н.Н. Блохина

ФГБУ «Национальный медицинский исследовательский центр онкологии имени Н. Н. Блохина» Минздрава России — крупнейшая онкологическая клиника России и Европы. В состав входят пять институтов. Три клинических института: НИИ клинической онкологии, НИИ детской онкологии и гематологии, НИИ клинической и экспериментальной радиологии. Два института, занимающихся фундаментальными научными разработками: НИИ экспериментальной диагностики и терапии опухолей, НИИ канцерогенеза. А также собственная производственная площадка по выпуску химио- и радиофармпрепаратов «Наукопрофи».
В Центре представлены все существующие виды онкологической помощи. За свою 70-летнюю историю Центр сформировался как уникальный симбиоз науки и клинической практики, лидер отечественной онкологии. Мультидисциплинарный подход к лечению онкологических пациентов и хирургическая школа, известная далеко за пределами России, привлекают в год более 213 000 пациентов всех возрастов из России, стран СНГ и Европы. Более 15 тысяч человек в год получают помощь дистанционно — посредством телемедицинских консультаций.
В Центре работает 3567 сотрудников. Из них 4 академика РАН, 2 член-корреспондента РАН, 69 профессоров, 167 докторов наук, 398 кандидатов наук, 13 человек имеют звание Заслуженного деятеля науки.

## Основные виды деятельности
- Оказание высокоспециализированной, в том числе высокотехнологичной, медицинской помощи;
- Экспериментальная и клиническая разработка новых технологий в области хирургического лечения злокачественных опухолей;
- Разработка новых средств и методов диагностики, лекарственной, лучевой и комбинированной терапии, а также активной профилактики опухолей;
- Разработка вопросов диагностики, лечения и профилактики в области детской онкологии;
- Изучение эпидемиологии злокачественных опухолей, совершенствование методов онкологической статистики;
- Проведение научных исследований в области изучения биологии опухолевой клетки, механизмов канцерогенеза и опухолевой прогрессии (молекулярные, вирусологические, химико-физические, генетические, клеточные, иммунологические аспекты).
- Внедрение новых приборов и технологий в лечебно-диагностический процесс и для профилактики злокачественных новообразований;
- Работа в качестве референсного центра для региональных учреждений по ряду нозологий;
- Образовательная деятельность по программам послевузовского образования (аспирантура, докторантура, ординатура, интернатура) и иным образовательным программам;
- Общественная и просветительская деятельность (проведение акции «Рак боится смелых»);
- Публицистическая деятельность.

## История
ФГБУ «Национальный медицинский исследовательский центр онкологии им. Н. Н. Блохина» Минздрава России является правопреемником созданного Постановлением Совета Министров СССР от 22 октября 1951 г. Института экспериментальной патологии и терапии рака АМН СССР. Создание Центра неразрывно связано с учрежденной в 1944 году Академией медицинских наук СССР, одним из основных направлений деятельности которой было «решение проблемы рака».
Исполняющим обязанности директора ИЭПиТР с декабря 1951 года был назначен Михаил Михайлович Маевский. Новый онкологический институт расположился в 9-м клиническом корпусе Московского областного клинического института (МОНИКИ) на 3-й Мещанской улице (бывшая Старо-Екатерининская больница), там же была развернута клиника на 60 коек, которой руководил член-корр. АМН СССР, хирург Борис Владимирович Огнев.
Приказом Министра Здравоохранения СССР от 31 мая 1952 года М. М. Маевский был снят с работы за нарушение установленного порядка сохранения государственной тайны и за использование своего служебного положения. Суть конфликта отражают строки характеристики, данной ему в 1952 году: «За время работы в институте М. М. Маевский не проявил себя во внутрипартийной жизни института как член партии. Будучи и. о. директора института, а затем заместителем директора института, М. М. Маевский проводил вместе с дочерью опыты по одной из секретных методик не установленного режима, не имея на то соответствующего разрешения». После того, как ситуация в стране изменилась, М. М. Маевский в январе 1954 года был восстановлен на работе и проработал в институте до февраля 1971 года.
В 1952 году институт возглавил Николай Николаевич Блохин. В кратчайшие сроки он сумел собрать в одном центре лучших представителей науки, практических врачей, хирургов, рентгенологов, радиологов, терапевтов и организаторов здравоохранения, талантливую молодежь и создать ведущую научно-практическую школу страны, ставшую одной из наиболее авторитетных в мире.
Первоначальной задачей ИЭПиТР была организация исследований, направленных на лечение злокачественных новообразований. Показателен анализ первого «Отчета о НИР» института за 1952 год. В структуре института было несколько отделов — Иммунологии рака, Биохимический, Микробиологии, Химиотерапии, Патоморфологии рака и клинический. В штате ИЭПиТР в то время состояло 350 сотрудников, среди них — 133 научных сотрудника, и лишь 8 из 133 научных сотрудников занимались проблемами клинической онкологии.
В 1953 году в силу определённой общественно-политической ситуации в стране происходил процесс очищения от всего ложного и наносного в науке. Первоначально, например, в состав института входили лаборатории, возглавляемые И. М. Глезером, М. М. Невядомским и В. И. Шкорбатовым, в которых шли работы по сверхсекретной «противораковой вакцине», препарату «КР» (круцин), начатые под руководством Нины Георгиевной Клюевой, а также по получению доказательств «микропаразитарной природы опухолевой клетки». Проведенная по инициативе Н. Н. Блохина проверка выполнения научной тематики в этих лабораториях показала отсутствие перспектив дальнейшего её продолжения. В течение 1953 года была проведена реорганизация института, и указанные лаборатории были упразднены.
С середины 1950-х годов положение в медико-биологических науках окончательно изменилось. С первых лет существования института начали формироваться исследования в области теоретической и клинической онкологии, направленные на изучение биологии и биохимии опухолей, создание новых противоопухолевых препаратов, усовершенствование методов хирургического, лучевого, лекарственного и комбинированного лечения, разработку принципов организации противораковой борьбы.
Одной из главных заслуг Н. Н. Блохина в становлении и развитии нового института явился подбор научных руководителей, он отбирал лучших из лучших. К этой когорте можно отнести Л. А. Зильбера, Н. И. Лазарева, Л. Ф. Ларионова, Н. П. Мазуренко, Е. Е. Погосянц, М. О. Раушенбаха, Г. Я. Свет-Молдавского, А. Д. Тимофеевского, Л. М. Шабада, В. А. Шапота, заложивших основу исследований в реформируемом институте. В 1952 году были запланированы уже по материалам выполненных в институте научных исследований первые докторские диссертации сотрудников ИЭПТР — Е. Е. Погосянц и Н. И. Лазарева, а в 1953 году были приняты первые аспиранты — Э. Г. Горожанская и И. М. Милютина.
С 1955 года Н. Н. Блохин стал руководить хирургической клиникой института, что дало мощный импульс развитию клинических исследований. В разные годы в клинике работали и заложили основу сформированных ныне школ Н. А. Краевский, И. Л. Тагер, В. П. Смольников, Л. А. Новикова, Ю. И. Лорье, В. И. Астрахан, В. И. Янишевский, А. И. Рудерман, Г. А. Зедгенидзе, Ю. В. Фалилеев, Б. Е. Петерсон, А. И. Пирогов.
В январе 1959 года в соответствие с постановлением Совета Министров СССР «Об усилении научных исследований по раку» ИЭПиТР был реорганизован в Институт экспериментальной и клинической онкологии (ИЭКО) и вскоре его сотрудники переехали в новое здание на Волоколамском шоссе до окончания строительства специального комплекса зданий. Это позволило расширить клинику до 260 коек и создать в ней новые отделения, за счёт чего штат ИЭКО увеличился до 900 человек. В 60-е годы в ИЭКО начинаются работы по изучению возможностей регионарной химиотерапии (Н. Н. Трапезников), по гормонотерапии при раке молочной железы (О. В. Святухина), по лечению выраженной мастопатии (В. И. Янишевский).
Стремительно увеличивающийся темп развития требовал новых площадей. На строительство нового современного комплекса Онкологического центра Постановлением Правительства СССР были направлены средства от Всесоюзного субботника 1969 года. 24 июня 1972 года был заложен первый камень в его строительстве, располагавшемся по другую сторону Каширского шоссе от строений ИЭКО.
Первых больных новый Центр принял в мае 1976 года, они были госпитализированы в детские отделения онкологии и гематологии. Позже начала функционировать вся 1000-коечная клиника Центра. Соответственно, штат Центра увеличился до 3000 человек.
Возрастающая роль ОНЦ АМН СССР в развитии онкологии фактически сделала его научно-организационным, научно-методическим и координационным центром союзного значения, обеспечивающим решения сложнейших проблем онкологии. Приказом Минздрава СССР № 849 от 6 августа 1980 года название Центра было изменено на Всесоюзный онкологический научный центр АМН СССР (ВОНЦ АМН СССР).
Показателем зрелости коллектива стало блестящее проведение в 1962 году VIII-ого Международного противоракового конгресса, который был организован, в основном, коллективом института под руководством Н. Н. Блохина, избранного на нём президентом Международного противоракового союза (UICC). Представленные на конгрессе исследования наших ученых получили самую высокую оценку международной научной общественности. В 1964 году институт переместился в выстроенные по специальному проекту здания на Каширском шоссе. Клиника была расширена с 260 до 400 коек, появилась возможность создать в ней новые специализированные отделения. Был построен отдельный корпус для радиологического отделения и виварий на 70000 животных. Увеличилось количество экспериментальных лабораторий. К этому времени число сотрудников ИЭКО составляло около 1600.
Распоряжением Совета Министров СССР от 20.07.1975 г. и приказом Академии медицинских наук СССР от 22.08.1975 г. Институт экспериментальной и клинической онкологии Академии медицинских наук СССР и строящийся Онкологический научный центр Академии медицинских наук СССР объединены, название меняется на Онкологический научный центр Академии медицинских наук СССР (ОНЦ АМН СССР), а с 06.08.1980 года Приказом Министерства здравоохранения СССР от 06.08.1980 г. Центр переименован во Всесоюзный онкологический научный центр Академии медицинских наук СССР (ВОНЦ АМН СССР).
Реорганизация ведущих отделов ВОНЦ АМН СССР в научно-исследовательские институты в марте 1981 года стала мощным толчком в научных исследованиях. В составе Центра были организованы три института: НИИ клинической онкологии, НИИ канцерогенеза, НИИ экспериментальной диагностики и терапии опухолей.
В начале 1988 года Николай Николаевич Блохин покинул пост директора Центра, став Почётным директором Центра, а затем советником Президента Академии медицинских наук СССР. В апреле 1988 года директором ВОНЦ АМН СССР был назначен академик РАМН, профессор Николай Николаевич Трапезников, длительно работавший заместителем директора по научной работе. Благодаря научным идеям академика Трапезникова и его организаторскому таланту, Центр сделал настоящий прорыв по различным направлениям онкологической науки и громко заявил о себе на международном уровне.
17 августа 1989 года в составе ВОНЦ АМН СССР был организован ещё один институт — НИИ детской онкологии.
После распада Советского Союза АМН СССР Указом Президента РФ от 4 января 1992 года № 5 была переименована в Российскую академию медицинских наук (РАМН), и с 1992 года ВОНЦ АМН СССР стал называться онкологическим научным центром РАМН (ОНЦ РАМН).
В июле 1993 года, в связи с обращением руководства ОНЦ РАМН, Президиума РАМН и ряда онкологических институтов в Правительство г. Москвы, Онкологическому научному центру было присвоено имя его создателя Николая Николаевича Блохина.
17 апреля 1996 года Постановлением Президиума РАМН № 65 НИИ детской онкологии ОНЦ имени Н. Н. Блохина РАМН был переименован в НИИ детской онкологии и гематологии ОНЦ им. Н. Н. Блохина РАМН.
13 ноября 1998 года Постановлением Правительственной комиссии по выдаче разрешений на использование наименований «Россия», «Российская Федерация» и приказом Российской Академии медицинских наук от 13.11.1998 г. «ОНЦ им. Н. Н. Блохина РАМН» переименован в связи с федеральной ролью, которую он играл в организации онкологической помощи населению страны в подготовке врачебных и научных кадров, во внедрении современных методов диагностики, лечения и профилактики злокачественных новообразований. Он стал именоваться «Российский онкологический научный центр им. Н. Н. Блохина РАМН».
Среди работавших в те годы в РОНЦ им. Н. Н. Блохина РАМН известных в стране и за рубежом ученых и врачей — академики и член-корреспонденты Российской академии наук и Российской академии медицинских наук Н. Н. Трапезников, Г. И. Абелев, Ю. М. Васильев, Ю. Н. Соловьев, Л. А. Дурнов, М. И. Давыдов, Д. Г. Заридзе, Н. Е. Кушлинский. Ведущие ученые и врачи Центра — Н. Д. Алиев, Р. И. Габуния, А. М. Гарин, В. Н. Герасименко, А. А. Клименков, В. Л. Кассиль, В. И. Лебедев, В. П. Летягин, Л. А. Махонова, А. И. Пачес, Б. К. Поддубный, Н. И. Переводчикова, В. С. Турусов и многие другие. Благодаря усилиям Н. Н. Трапезникова в 1990-е годы, когда большинство теоретических и научно-практических институтов РАМН и РАН перестало существовать из-за кризиса экономики и отсутствия финансирования, уникальный коллектив клиницистов и экспериментаторов удалось сохранить. Н. Н. Трапезников возглавлял Центр вплоть до своей кончины в 2001 году.
26.12.2001 г. директором РОНЦ им. Н. Н. Блохина РАМН стал выдающийся отечественный хирург-онколог, академик РАН, профессор, главный онколог России Михаил Иванович Давыдов.
В июле 2013 года было открыто отделение Позитронной Эмиссионной Томографии (ПЭТ), в котором проводятся исследования с помощью радиофармпрепаратов (РФП).
30.09.2014 года был образован НИИ клинической и экспериментальной радиологии (НИИ КиЭР), стратегической задачей которого было создание или освоение современных радиологических технологий и внедрение их в практику государственного здравоохранения.
В 2014 году начал работать Научно-производственный филиал «Наукопрофи», вырабатывающий жидкие и лиофилизированные формы препаратов в асептических условиях с использованием изоляторной технологии, а также противоопухолевые препараты в твёрдых лекарственных формах. Здесь был налажен синтез активных фармацевтических субстанций для противоопухолевых препаратов.
Распоряжением Правительства РФ от 13 марта 2015 года, приказом Министерства здравоохранения РФ от 1 июля 2015 года, а также Свидетельством Федеральной налоговой службы от 15 июля 2015 года «Российский онкологический научный центр им. Н. Н. Блохина РАМН» становится федеральным государственным бюджетным учреждением Министерства здравоохранения Российской Федерации (ФГБУ «РОНЦ им. Н. Н. Блохина» Минздрава России). Приказом Министерства здравоохранения РФ от 12.07.2017 года ФГБУ «РОНЦ им. Н. Н. Блохина» Минздрава России стал именоваться ФГБУ «НМИЦ онкологии им. Н. Н. Блохина» Минздрава России.
29.11.2017 года и. о. директора, а с 30.11.2018 года — директором ФГБУ «НМИЦ онкологии им. Н. Н. Блохина» Минздрава РФ стал известный российский абдоминальный хирург, д.м.н., профессор, член-корреспондент РАН (ныне академик РАН), Иван Сократович Стилиди, ранее возглавлявший торако-абдоминальное отделение НИИ клинической онкологии Центра. В ФГБУ «НМИЦ онкологии им. Н. Н. Блохина» Минздрава РФ началась работа по модернизации всех подразделений. Ощутимо увеличилась пропускная способность поликлиники, стационара и операционного блока, что повлекло за собой оптимизацию служб анестезиологии, реанимации, переливания крови. Создание референсных центров компетенции и освоение новых прогрессивных технологий позволили сделать рывок в достижении качества и доступности онкологической помощи.
В феврале 2021 года произошло долгожданное и знаковое в жизни Центра событие — завершилось начатое в 1995 году и впоследствии замороженное строительство новых корпусов НИИ клинической и экспериментальной радиологии и НИИ детской онкологии и гематологии общей площадью 105000 м².

### Конфликт с «Альянсом врачей» (осень 2019 года)
В июне 2019 года НИИ ДОиГ НМИЦ онкологии им. Н. Н. Блохина возглавила Светлана Варфоломеева, врач-детский онколог, доктор медицинских наук, до этого работавшая заместителем генерального директора ФГБУ «НМИЦ ДГОИ им. Дмитрия Рогачёва».
Новое руководство НИИ ДОиГ немедленно начало серию реформ в институте.
- К используемым в НИИ ДОиГ протоколам лечения злокачественных новообразований были добавлены новые современные, одобренные профессиональным сообществом детских онкологов.
- Введены еженедельные разборы тяжёлых и редких клинических случаев в рамках консилиума.
- Для ординаторов и молодых врачей введены еженедельные образовательные лекции ведущих специалистов Центра и приглашённых экспертов.
- Расширен перечень бесплатных диагностических исследований для пациентов НИИ ДОиГ в рамках всего НМИЦ онкологии им. Н. Н. Блохина.
- Приглашены к сотрудничеству с НИИ ДОиГ непрофильные специалисты — кардиологи, эндокринологи, консультации которых периодически необходимы онкологическим больным, что избавило родителей от необходимости проходить обследования у этих специалистов в других учреждениях по оплате.
- Преодолён дефицит ряда жизненно важных препаратов, закупаемых ранее через благотворительные фонды.
- Введено обязательное использование инфузионных листов, хорошо зарекомендовавших себя в отделениях реанимации и интенсивной терапии, на все отделения НИИ ДОиГ, что позволило жестко контролировать дозировки вводимых препаратов.
- Улучшена система мониторинга и последующего наблюдения пациентов, внедряется вертикально-интегрированная медицинская информационная система в области онкологии.
- Сокращено число медицинской документации с одновременным введением мер по исключению ошибок в назначениях.
- Усилен контроль стерильности лечебных помещений.

В августе 2019 года на Picabu появляется статья о том, что команда Светланы Варфоломеевой «терроризирует» персонал НИИ ДОиГ и родителей, запрещая врачам носить кроксы на голую ногу. Родителям также настоятельно рекомендуют надевать носки, так как это препятствует распространению грибковой инфекции в стационаре. В том же месяце появляется и тут же исчезает статья на сайте газеты «Московский комсомолец», в которой заместитель директора НИИ ДОиГ Максим Рыков и заведующий отделением трансплантации костного мозга НИИ ДОиГ Георгий Менткевич призывают к выделению детского института в отдельную структуру и переподчинение его Департаменту здравоохранения города Москвы.
5 сентября 2019 года родители детей, находящихся на лечении в отделении трансплантации костного мозга НИИ детской онкологии и гематологии НМИЦ онкологии им. Н. Н. Блохина, возглавляемом Георгием Менткевичем, написали открытое письмо Президенту Российской Федерации В. В. Путину. В нём они просили отстранить новое руководство НИИ, назначенное Министерством Здравоохранения Российской Федерации 4 июня 2019 года. Среди аргументов: введение листов назначений, посещение врачами образовательных лекций, расширенное применение лекарств российского производства, прохождение контрольных исследований после окончания лечения по месту жительства, препятствие работе волонтёров.
НМИЦ онкологии им. Н. Н. Блохина знакомит представителей прессы с изменениями, инициированными новой командой и объясняет логику изменений.
- Листы назначений (инфузионные листы) — один из важнейших документов электронной истории болезни. Этот документ предназначен одновременно и для лечащих врачей (выполнение назначений), и для медицинских сестёр (получение информации о всех врачебных назначений, внесение отметок и выполнении) — и для других участников лечебно-диагностического процесса (консультантов, зав. отделением и т. д.). Основная задача документа, особенно в условиях напряжённого приёма, состоит в максимально быстром, удобном и автоматизированном виде, выполнении врачебных назначений.
- Консилиумы для всех врачей института также в интересах пациентов, так как позволяют выработать оптимальную тактику лечения.
- Регулярные лекции для молодых врачей позволяют форсировать уровень молодых специалистов, которые знакомятся с мировым опытом применительно к своей специальности.
- Любые лекарственные препараты подбираются врачами, исходя из интересов ребёнка и выбранной тактики лечения. Установки на замену импортных препаратов российскими в НИИ ДОиГ нет.
- Прохождение контрольных исследований по месту жительства не снижает уровень диагностики и не повышает риск рецидива, так как любые исследования, при возникновении сомнений, могут быть пересмотрены в НИИ ДОиГ, в том числе и по инициативе родителей. Зато эта мера высвобождает мощности института для диагностики и лечения первичных больных — детей, у которых онкологическое заболевание выявлено впервые и они нуждаются в срочной медицинской помощи специалистов федерального уровня.
- Ограничения в работе волонтёров связаны с эпизодами токсичной благотворительности, когда в детский стационар проносились свежие ягоды, фрукты и шоколад, категорически запрещённые детям, проходящим тяжёлое противоопухолевое лечение.

9 сентября 2019 года заместитель директора НИИ ДОиГ Максим Рыков дал интервью телекомпании REN-TV, в котором обвинил руководство в придирках, измерении длины ногтей у медсестёр и сокращении зарплат.
Руководство НМИЦ онкологии им. Н. Н. Блохина опровергло данные обвинения, заявив, что команда Варфоломеевой вводит стандарты оказания медицинской помощи, принятые в детских онкологических клиниках во всём мире. А «сокращение зарплат» — это единичное сокращение стимулирующих выплат сотрудникам всего НМИЦ онкологии им. Н. Н. Блохина, которое имело место в августе 2019 года вследствие большого потока отпускных обязательств в летний период и ошибок, допущенных планово-экономическим отделом НМИЦ. Уже в сентябре уровень зарплат был восстановлен в прежнем объёме.
В тот же день, директор НМИЦ онкологии им. Н. Н. Блохина Иван Стилиди направил в Минздрав Российской Федерации письмо с просьбой инициировать проверку работы НИИ детской онкологии и гематологии НМИЦ онкологии им. Н. Н. Блохина. 10 сентября 2019 врачи Рыков М. Ю., Менткевич Г. Л. и Субботина Н. Н. при поддержке РОО содействия пользователям медицинских и медико-социальных услуг «Медикл хелпинг групп», стали инициаторами пресс-конференции в Доме общественных организаций, на которой продолжили обвинения в адрес нового руководства НИИ ДОиГ. На пресс-конференцию пришла Анастасия Васильева «Альянс врачей», впервые обозначив своё участие в конфликте. На пресс-конференции также присутствовала директор департамента медицинской помощи детям и службы родовспоможения Минздрава России Елена Байбарина, которая объявила о создании Минздравом России специальной комиссии для анализа ситуации в детском институте.
В состав комиссии вошли сотрудники министерства, главный детский онколог-гематолог Минздрава РФ Александр Румянцев, ведущие специалисты -детские онкологи-гематологи из Москвы, Санкт-Петербурга и Ростова-на-Дону, представитель Национальной медицинской палаты и благотворительных фондов. Срок работы комиссии обозначен до 10 октября.

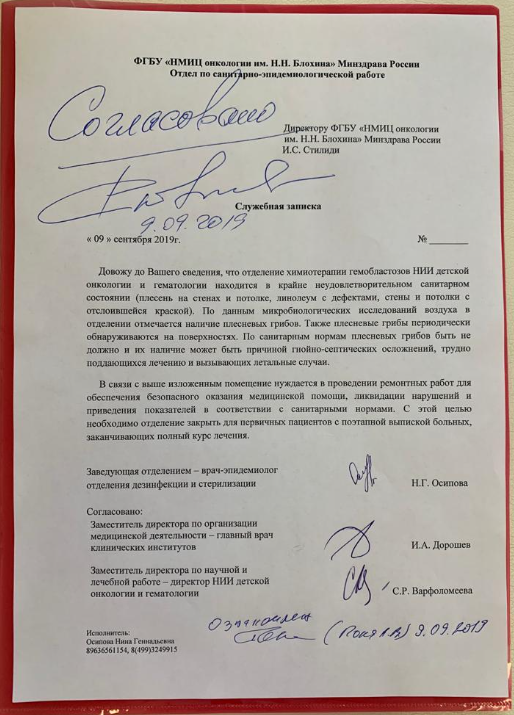
Служебная записка Варфоломеевой от 9 сентября 2019 года

9 сентября Варфоломеева обращается к Стилиди с просьбой закрыть отделение трансплантации костного мозга на ремонт, мотивируя свою просьбу тем, что недопустимо детям с ослабленным иммунитетом находиться в антисанитарных условиях. Иван Стилиди поддерживает это решение.
30 сентября 2019 года профсоюз медработников «Альянс врачей» опубликовал видеообращение сотрудников НИИ детской онкологии и гематологии. На видео присутствовали Максим Рыков, Георгий Менткевич, Василий Бояршинов и Наталья Субботина. Врачи требовали отстранить новое руководство НИИ детской онкологии и гематологии, обоснованно и прозрачно распределять зарплату, провести аудит строительства новых корпусов центра, а также жаловались на наличие грибка и плесени в палатах.
В этот же день руководство НМИЦ онкологии им. Н. Н. Блохина отреагировало на обращение, проведя пресс-конференцию с участием директора центра Ивана Стилиди. Иван Стилиди назвал недопустимым поведение врачей, поскольку в конфликт оказались втянуты проходящие лечение дети и их родители. «По сути, были выставлены заградотряды из детей и пациентов», — сказал он журналистам.
О санитарном состоянии было сказано, что в целом оно удовлетворительное, требующие ремонта помещения ремонтируются в постоянном режиме. Так, в отделении химиотерапии гемобластозов централизованного отдела гематологии и трансплантации костного мозга по инициативе нового директора Варфоломеевой был закрыт один бокс и начата подготовка к ремонту целого крыла. Стилиди считает, что нет никаких объективных причин для конфликта, кроме личных амбиций занять пост директора НИИ ДОиГ и недовольства справедливыми требованиями нового руководства работать по современным стандартам. Также он заверил, что со стороны руководства Онкоцентра и НИИ ДОиГ никому из врачей не поступало предложений увольняться. Наоборот, в связи с предстоящим переездом в новые корпуса и расширением НИИ ДОиГ возникает потребность в приёме на работу большого количества специалистов.
Минздрав РФ поддержал руководство Национального медицинского исследовательского центра (НМИЦ) онкологии им. Блохина в конфликте с врачами. Ведомство опубликовало выводы специальной комиссии, которая нашла нарушения в работе выступивших врачей и сочла, что открытое обращение онкологов по поводу конфликта — это «грубое нарушение врачебной этики». Действия директора НИИ детской онкологии и гематологии Светланы Варфоломеевой в ведомстве сочли «абсолютно обоснованными».
По итогам конфликта по собственному желанию уволились 9 врачей НИИ детской онкологии и гематологии, на их место временно были приглашены специалисты РДКБ, а впоследствии наняты новые компетентные сотрудники. Пациенты НИИ детской онкологии и гематологии ни на один день не оставались без высококвалифицированной медицинской помощи. Сама Варфоломеева публично не комментировала конфликт. Защищая её, директор НМИЦ онкологии им. Н. Н. Блохина Иван Стилиди подчёркивал, что ни разу не пожалел о назначении Варфоломеевой. Причиной конфликта он называл личные амбиции отдельных врачей.

## Настоящее время
В 2022 — первой половине 2023 года ФГБУ «НМИЦ онкологии имени Н. Н. Блохина» Минздрава России более 61 тысячи россиян получили лечение в условиях стационара. На лечение в НМИЦ онкологии имени Н. Н. Блохина приехали пациенты из 72 стран мира, в их числе граждане Германии, Великобритании, Швеции, Швейцарии, Польши, Чехии, Италии, Эстонии, Латвии и Украины.
В этот период ФГБУ «НМИЦ онкологии им. Н. Н. Блохина» Минздрава России совершил рывок в развитии знаний, технологий, подходов к исследованию и лечению онкологических заболеваний, почти на треть увеличив объёмы медицинской помощи.
- Развёрнута работа отделения сердечно-сосудистой хирургии.
- Функционирует первое в стране отделение психотерапевтической помощи онкологическим пациентам.
- Стартовал кабинет отказа от курения.
- Сестринская служба разработала и внедрила систему индивидуального ведения каждого пациента.
- В НИИ детской онкологии и гематологии открылось единственное на территории Евразии отделение неонатальной онкологии.
- Первыми в России детские онкологи ФГБУ «НМИЦ онкологии им. Н. Н. Блохина» Минздрава России увеличили объём оказываемой помощи в 2 раза за полтора года.
- Учёные центра разработали лекарственные формы неоантигенной пептидной вакцины.
- Создали генетически модифицированные CAR-T клетки с универсальным Т-клеточным рецептором, разработали экспериментальные подходы к частичному преодолению лекарственной резистентности злокачественных новообразований, выявили микроРНК, подавляющие размножение вируса папилломы человека при раке шейки матки.
- В рутинную практику внедрены компьютерное моделирование и аддитивные технологии — 3Д принтинг.

Всего внедрено 45 технологий диагностики и лечения. В том числе уникальные эндоскопические методики. Впервые в России врачи «Онкоцентра на Каширке» выполнили радиочастотную абляцию опухоли поджелудочной железы и радиочастотный нейролизис при раке поджелудочной железы. Внедрили технологию интраоперационной лучевой терапии с использованием линейного ускорителя электронов. Мощность центра радиотерапии ФГБУ «НМИЦ онкологии имени Н. Н. Блохина» Минздрава России увеличилась до 360 пациентов в день.
Сотрудники лаборатории молекулярно-генетической диагностики ФГБУ «НМИЦ онкологии им. Н. Н. Блохина» Минздрава России выполнили более 1500 высокопроизводительных секвенирований, в том числе при раке лёгкого.
Появились первые результаты работы централизованного отдела разведения лекарственных препаратов — сэкономлено сто восемьдесят девять миллионов рублей, выделенных государством и пущенных на закупку лекарственных средств.

## НИИ детской онкологии и гематологии НМИЦ онкологии им. Н. Н. Блохина (НИИ ДОиГ)
НИИ детской онкологии и гематологии — один из 5 институтов крупнейшего в стране и Европе онкологического центра — НМИЦ онкологии им. Н. Н. Блохина (Онкоцентр на Каширке) и одна и самых крупных онкологических клиник для детей в России.
В НИИ ДОиГ лечат пациентов от 0 до 18 лет. Клиника расположена в новом корпусе НМИЦ онкологии им. Н. Н. Блохина и насчитывает 275 коек плюс 24 реанимационных койки. В структуре НИИ ДОиГ функционирует самый большой в стране трансплантационный центр для онкобольных детей, позволяющий принимать до 1 500 пациентов в год.
Пациенты детского института Онкоцентра получают лечение по международным протоколам.
Каждый пациент НИИ ДОиГ проходит молекулярно-генетическое тестирование, что даёт возможность разрабатывать персональный режим высокодозной химиотерапии у детей со злокачественными новообразованиями высокого риска.
Уникальная онкохирургическая школа НМИЦ онкологии им. Н. Н. Блохина позволяет выполнять операции высокой сложности, в том числе при больших опухолях у пациентов в возрасте от 0 до 12 месяцев жизни.
В НИИ ДОиГ действует отделение реанимации, снабженное системами современного оборудования для выхаживание и круглосуточного мониторинга пациентов. Реанимация НИИ ДОиГ открыта для совместного дневного пребывания пациентов с родителями, которые постоянно находятся на территории детского института.
В НИИ ДОиГ НМИЦ онкологии им. Н. Н. Блохина развивается направление трансплантации костного мозга, включая новые методики трансплантации и клеточных технологий.
Организована мультицентровая группа по лечению острого лимфобластного лейкоза по протоколу BFM.
Новые современные подходы в диагностике и лечении позволяют врачам НИИ детской онкологии и гематологии НМИЦ онкологии им. Н. Н. Блохина достичь выживаемости детей до 80 % (в среднем по всем видам опухолевых заболеваний). Год от года совершенствуются органосохраняющие технологии. Пациенты, страдающие опухолями костей, успешно эндопротезируются. При опухолях орбиты и глаза врачи в большинстве случаев сохраняют ребёнку глаз и зрение. Органосохраняющее лечение получает 95 % пациентов! Функционирует центр компетенций по ретинобластоме — в институте собраны лучшие мировые методики лечения пациентов с опухолями глаза и собственные уникальные разработки.
Работа НИИ ДОиГ в структуре крупнейшего онкоцентра страны позволяет использовать в лечении детей мощности всего национального медицинского исследовательского центра — экспертные и технологические.
В НИИ ДОиГ внедрена многоуровневая информационная система (МИС) контроля качества оказания медицинской помощи, включающая трёхэтапную систему идентификации пациентов, правильное зонирование рабочего пространства медицинского персонала, стандартизованный подход к информированию медицинских работников, непрерывное обучение сотрудников на рабочем месте и выведение на центральный монитор жизненно важных показателей всех пациентов, нуждающихся в постоянном контроле основных показателей жизнедеятельности. В рамках МИС можно не только видеть текущую ситуацию, но и отслеживать пациента на последующих этапах, то есть осуществлять катамнестическое наблюдение и курацию детей после их выздоровления. Это формирует концепцию «наблюдения в течение всей жизни» в рамках цифровой медицины.
Приоритет в работе врачей детского института «НМИЦ онкологии им. Н. Н. Блохина» — не только выживаемость, но и создание программ, которые позволяют ребёнку вырасти полноценным членом общества.

## Форум «Инновационная онкология»
С 2020 года НМИЦ онкологии им. Н. Н. Блохина организует международный Форум «Инновационная онкология». Форум посвящён развитию прогрессивной онкологической службы в России, организации эффективной онкологической помощи, внедрению мультидисциплинарного подхода и принципов персонализированной медицины в лечение злокачественных новообразований. Ежегодно эксперты мировой онкологии из России и зарубежья проводят сессии по новейшим подходам в лечении распространённых и редких форм рака. Задачам в области освоения и распространения лучших практик в отечественной онкологии — от лабораторной диагностики до лекарственной и поддерживающей терапии — посвящены специализированные секции, конкурс молодых учёных и «Школа медсестёр», разработанная для онкоцентров и диспансеров России.
Помимо докладов Форум «Инновационная онкология» включает обширную практическую часть: мастер-классы по хирургии, лучевой терапии, медицинской физике и т. д.
В 2022 году 5-7 сентября Форум пройдёт в третий раз в гибридном формате: участникам предлагается посетить НМИЦ онкологии им. Н. Н. Блохина в очном формате, при этом все сессии будут также транслироваться на сайте Форума «Инновационная онкология».

## Руководители
- декабрь 1951 — март 1952 — Маевский Михаил Михайлович (и. о.),
- 1952—1988 — академик Блохин Николай Николаевич,
- 1988—2001 — академик Трапезников Николай Николаевич,
- 2001—2017 — академик Давыдов Михаил Иванович,
- ноябрь 2018 — н. в. — академик Стилиди Иван Сократович.